# Gamelioides
Genre
Le genre Gamelioides regroupe des papillons appartenant à la famille des Saturniidae. Toutes les espèces de ce genre vivent en Amérique du Sud.

## Liste d'espèces
Selon[réf. nécessaire]
- Gamelioides denisae (Naumann, Brosch et Wenczel, 2005)
- Gamelioides elainae (Lemaire, 1967)
- Gamelioides kattyae  (Brechlin, Käch et Meister, 2010 )
- Gamelioides meisteri (Brechlin, 2010 )
- Gamelioides seitzi (Draudt, 1929)